# Fischerova–Speierova esterifikace

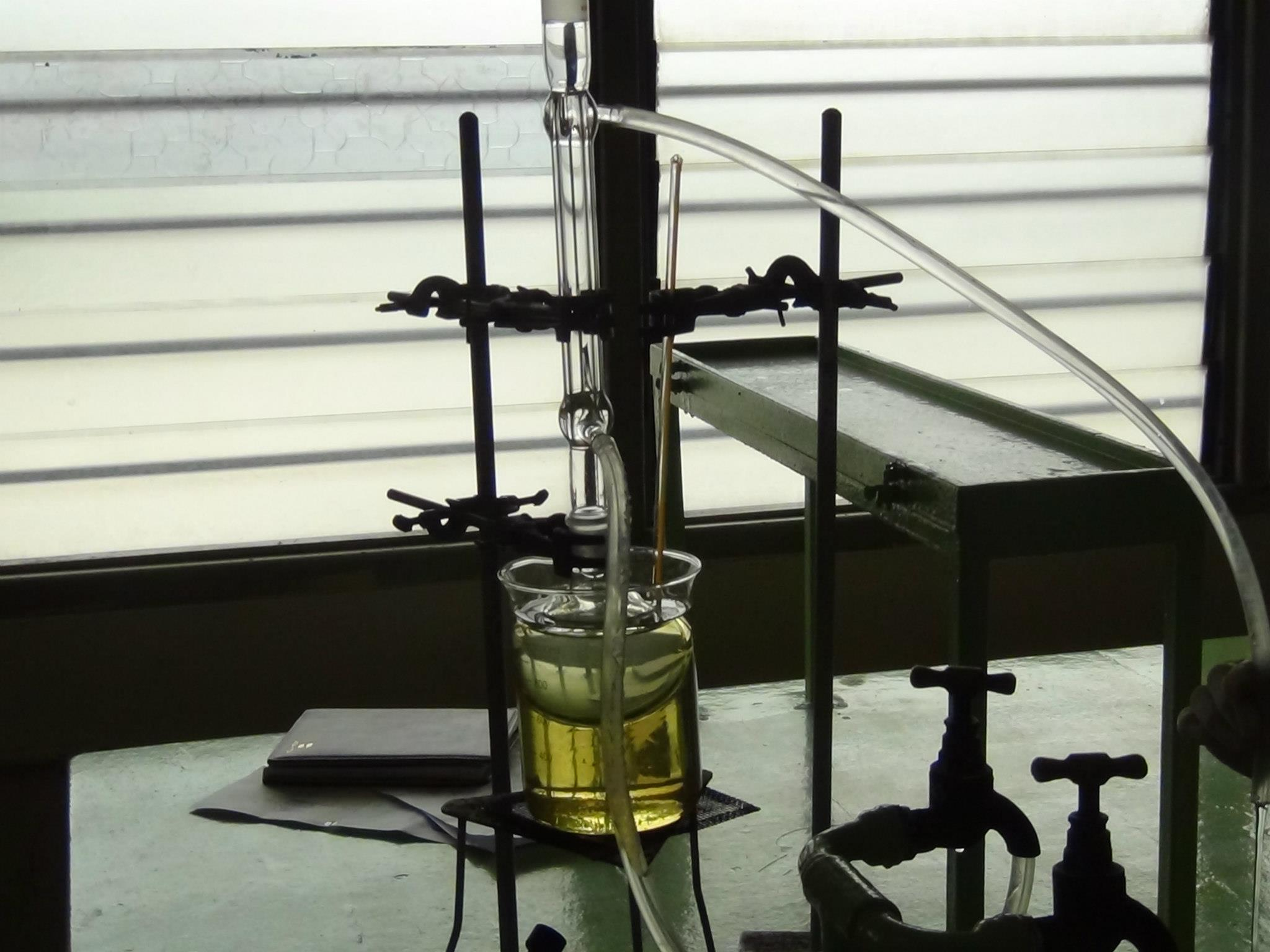
Příprava methylbenzoátu Fischerovou–Speierovou esterifikací

Fischerova–Speierova esterifikace je druh esterifikační reakce za přítomnosti kyseliny jako katalyzátoru. Popsali ji Emil Fischer a Arthur Speier v roce 1895. Při této reakci lze použít většinu karboxylových kyselin, alkohol by měl být primární nebo sekundární; u terciárních dochází k eliminačním reakcím. Reaktanty mohou být také fenoly. Obvyklými katalyzátory jsou kyselina sírová, kyselina p-toluensulfonová a Lewisovy kyseliny, jako například trifluorsulfonát skanditý. U některých substrátů, jako jsou biologicky hodnotné látky, se esterifikace provádí mírnějšími metodami, jako je Steglichova esterifikace. Reakce se provádí bez použití rozpouštědla (obzvláště pokud je použit výrazný přebytek alkoholu) nebo v nepolárním rozpouštědle (jako je toluen nebo hexan), přičemž se produkt oddělí destilací pomocí Deanovy-Starkovy aparatury. Doba trvání reakce se obvykle pohybuje od 1 do 10 hodin a teplota bývá 60 až 110 °C.
Přímá acylace alkoholů se upřednostňuje oproti reakcím s anhydridy (kvůli nízké produktivitě) a acylhalogenidy (které jsou citlivé na vlhkost). Nevýhodou přímé acylace je chemická rovnováha výrazně upřednostňující výchozí látky, což se překonává použitím výrazného nadbytku jednoho z reaktantů, stechiometrického množství katalyzátoru, nebo odstraňováním vody (Deanovou-Starkovou destilací či přidáním bezvodých solí).

## Přehled
Fischerova–Speierova esterifikace je příkladem nukleofilní acylové substituce založené na elektrofilitě karbonylové skupiny a nukleofilitě alkoholu; karboxylové kyseliny jsou však oproti esterům méně reaktivními elektrofily, navíc jsou ve zředěných neutrálních roztocích deprotonovány na anionty a tak se stávají nereaktivními. Většina esterů podléhá v prostředí obsahujícím vodu, i když za nepřítomnosti katalyzátorů jen pomalu, hydrolýze.
Je známo několik postupů navyšujících výtěžnost této jinak omezeně probíhající reakce.
Mechanismus Fischerovy–Speierovy esterifikace se skládá z několika částí, kterými jsou:
1. Přenos protonu z kyselinového katalyzátoru na karbonylový kyslík, čímž se zvyšuje elektrofilita karbonylového uhlíku.
2. Karbonylový uhlík je atakován nukleofilním kyslíkem alkoholu.
3. Přesunem protonu z oxoniového kationtu na druhou molekulu alkoholu se vytvoří aktivovaný komplex.
4. Protonací jedné z hydroxylových skupin vznikne další oxoniový kation.
5. Odštěpením vody z tohoto oxoniového kationtu a následnou deprotonací vznikne ester.

Níže je znázorněn obecný mechanismus:

## Výhody
Hlavními výhodou Ficherovy–Speierovy esterifikace oproti jiným esterifikačním metodám je snadné provedení. Kyselou katalýzu lze použít u každého substrátu, který neobsahuje funkční skupiny, které jsou v kyselém prostředí nestabilní, zde je katalyzátorem například kyselina sírová, lze použít i slabší kyseliny, potom reakce probíhá déle. Protože reakce probíhá přímo, tak jsou u ní menší dopady na životní prostředí co se týče odpadních produktů a nebezpečnosti reaktantů. Alkylhalogenidy mohou způsobovat skleníkový efekt nebo poškozovat ozonovou vrstvu. Acylchloridy uvolňují při styku se vzdušnou vlhkostí chlorovodík a mohou být snadno deaktivovány nealkoholovými nukleofily; navíc při obvyklých způsobech jejich přípravy vzniká oxid uhelnatý nebo oxid siřičitý.
Acylanhydridy jsou reaktivnější než příslušné kyseliny, protože karboxylátové anionty jsou lepšími odstupujícími skupinami než alkoxidové anionty, protože je jejich záporný náboj více delokalizován; některé postupy jsou však málo efektivní, například reakcí ethanolu s acetanhydridem vzniká ethylacetát a kyselina octová jako odstupující skupina, která je mnohem méně reaktivní, a tvoří se jako vedlejší produkt (ve stejném množství jako samotný ester). V dostatečně kyselém prostředí může kyselina octová dále reagovat ve Fischerově–Speierově esterifikaci, ovšem velmi pomalu. Při řadě různých postupů se přímo v reakční směsi vytváří acetanhydrid a kyselina je reaktivována. Příkladem Fischerovy–Speierovy esterifikace je také laboratorní příprava kyseliny acetylsalicylové z kyseliny salicylové a acetanhydridu.
Tato reakce je řízena převážně termodynamicky, vzhledem k pomalému průběhu bývají jejími produkty nejstabilnější estery. Rychlé reakce, například při použití acylanhydridů, bývají řízené převážně kineticky.

## Nevýhody
Hlavními nevýhodami Fischerovy–Speierovy esterifikace jsou její termodynamická vratnost a poměrně pomalý průběh. Nelze ji provádět, pokud některý z reaktantů obsahuje funkční skupiny citlivé na silné kyseliny; v takovém případě je potřeba použít slabší kyseliny, čímž se reakce dále zpomalí. Pokud má produkt nižší teplotu varu než oba reaktanty, tak se destiluje lépe než voda; to se stává u esterů, které nemají protické substituenty. Extrakce a přečišťování jsou snazší, pokud lze vzniklý ester oddestilovat, v takových případech je ovšem reakce často pomalá, protože je třeba ji provádět při nižších teplotách. Pokud mají reaktanty nižší teplotu varu než voda nebo produkt, tak je nutné přidávat reaktanty ve výrazném přebytku. U takových reakcí lze použít bezvodé soli, jako je síran měďnatý nebo peroxodisiřičitan draselný, které tvorbou hydrátů na sebe vážou vodu a posouvají rovnováhu ve prospěch esteru. Vzniklé hydráty se oddělují dekantací.

## Příklady esterifikace v alkoholických nápojích
Ve víně a ostatních alkoholických nápojích dochází k přirozeným esterifikačním reakcím, kdy kyselina octová a taniny ve zrajícím vínu protonují obsažené organické kyseliny (i samotnou kyselinu octovou), které pak reagují s ethanolem, jenž funguje jako nukleofil; v důsledku této reakce se ve vínu vyskytuje ethylacetát. Reakcemi dalším alkoholů a fenolů s organickými kyselinami se vytváří řada dalších esterů, které jsou původci rozdílných aromat, vůní a chutí. Oproti reakcím katalyzovaným kyselinou sírovou jsou tyto esterifikace pomalé a nahromadění významných množství esterů trvá několik let.

## Jiné katalyzátory
Jako katalyzátor Fischerových–Speierových esterifikací lze použít tetrabutylamoniumbormid. Kyselina bromovodíková, která se z něj uvolňuje, pravděpodobně protonuje spíše alkohol než karboxylovou kyselinu, v důsledku čehož je nukleofilem karboxylátový anion namísto alkoholátu, mechanismus je tak vůči běžné esterifikaci obrácený. Příkladem takové reakce je acylace 3-fenylpropanolu koncentrovanou kyselinou octovou. Po 15 minutách se vytvoří ester s 95% výtěžností, aniž by bylo potřeba odstraňovat vodu.